# Сомалийско-японские отношения
Сомалийско-японские отношения — двусторонние дипломатические отношения между Сомали и Японией.

## История
Дипломатические отношения между Японией и Сомали были впервые установлены в 1960 году, одновременно с обретением независимости Сомалийски Республики. В 1982 году сомалийское правительство открыло посольство в Токио. Позже оно закрылось в 1990 году.
После начала гражданской войны в Сомали в 1991 году японские власти объявили о выделении средств через различные международные организации на развитие. Последующее создание Федерального правительства Сомали в августе 2012 года было одобрено японскими властями, которые вновь подтвердили поддержку Японией правительства Сомали, территориальной целостности и суверенитета государства.
В 2013 году премьер-министр Японии Синдзо Абэ также объявил, что Япония возобновит прямую помощь Сомали, особенно в области безопасности, промышленного развития, двусторонней торговли и инвестиций.

## Соглашения
В марте 2014 года президент Сомали Хасан Шейх Махмуд и сомалийская правительственная делегация, включающая министра иностранных дел и международного сотрудничества Абдирахмана Дуале Бейле, министра планирования Саида Абдуллахи Мохамеда и министра общественных работ и реконструкции Надифо Мохамеда Османа, совершили четырехдневный визит в Токио, где встретились с послом Тацуси Терадой и другими высокопоставленными японскими правительственными чиновниками. Президент Махмуд и его делегация также посовещались с премьер-министром Синдзо Абэ, чтобы обсудить укрепление двусторонних отношений и подготовку кадров для сомалийских специалистов в области животноводства и сельскохозяйственного развития. Мохамуд также встретился с императором Акихито и с руководителями фонда «Ниппон», где они обсудили проектные предложения в области сельского хозяйства, рыболовства, морских ресурсов и животноводства.
После посещения японского центра береговой охраны и порта Иокогамы Мохамуд запросил помощи у Японии в осуществлении инициатив в области развития, предназначенных для побережья Сомали. На встрече перед Японским национальным пресс-клубом он также рекомендовал, чтобы японские инвестиции в образование были переориентированы на молодежные центры профессионального образования для обеспечения устойчивости. Визит завершился объявлением премьер-министра Японии Абэ о том, что его администрация выделит 40 миллионов долларов на восстановление полицейских сил Сомали, оказание чрезвычайной помощи и создание рабочих мест. Японский спикер парламента Масааки Ямадзаки также пообещал, что его правительство поможет восстановить сомалийский парламентский комплекс, Народный особняк, в Могадишо. Махмуд выразил признательность японскому правительству за активизацию его двусторонней поддержки и предложил, чтобы инициативы в области развития были сосредоточены на профессиональной подготовке молодежи и женщин, подготовке кадров в области морского и рыбного хозяйства, развитии рыбохозяйственной и сельскохозяйственной инфраструктуры, а также поддержке информационно-коммуникационных технологий.

## Дипломатические миссии
Япония поддерживает дипломатическую миссию в Сомали через свое посольство-нерезидент в Найроби, Кения.
В январе 2014 года Япония назначила Тацуси Тераду новым японским послом в Сомали, заменив Атосису Такату. Посол Терада одновременно вручил свои верительные грамоты президенту Сомали Хасану Шейху Махмуду на церемонии в Могадишо.